# Marina Satti
Marina Satti (în greacă Μαρίνα Σάττι, pronunțat [maˈrina ˈsati]; n. 26 decembrie 1986, Atena, Grecia) este o cântăreață, compozitoare, actriță și producătoare de muzică greacă. Muzica ei combină sunete tradiționale grecești, arabe și balcanice cu elemente urbane, ritm și producție. A reprezentat Grecia la Concursul Muzical Eurovision 2024 cu piesa „Zari”.

## Viața timpurie și studii
Satti s-a născut la Atena dintr-un tată un doctor arab sudanez și o mamă un inginer chimist greacă din Heraklion, CretaPărinții ei s-au întâlnit la Facultatea de Medicină din Atena unde au studiat. A crescut în Heraklion și, în copilărie, obișnuia să meargă în Sudan în timpul verilor. Ea are un frate care locuiește în Anglia și o soră vitregă din căsătoria ulterioară a tatălui ei cu o altă femeie, prin care acesta s-a întors în Sudan și s-a mutat ulterior în Egipt. 
A început pregătirea de pian clasic la o vârstă fragedă și pregătirea vocală clasică în liceu. S-a înscris la Universitatea Națională Tehnică din Atena pentru a studia arhitectura de 3 din cei 5 ani fără a absolvi.
În 2008, după ce a studiat cu baritonul Panos Dimas, Satti a obținut o diplomă în monodie lirică cu onoare și un premiu I. Un an mai târziu, ea a obținut o a doua diplomă în studii clasice avansate, piano, opera în timp ce studia jazz la Conservatorul Nakas. În 2012, ea a absolvit de 3 ani  în compoziție de jazz și, de asemenea, în scris și producție contemporană la Berklee College of Music printr-o bursă. Printre profesorii ei de la Berklee s-au numărat Jamie Haddad și Danilo Pérez . A mers la 2 școli de teatru.

## Carieră
Satti a făcut parte din Orchestra Europeană de Jazz a EBU. De asemenea, a cântat ca cântăreață a World Jazz Nonet la Centrul John F. Kennedy din Washington. În 2011, a cântat alături de Bobby McFerrin și grupul vocal a capella The Singing Tribe la Berklee Performance Center. Ea a scris muzica si a jucat în teatru, televiziune, scurtmetraje, desene animate și reclame.În 2016, Satti a fondat Fonés ("Voci"), un grup feminin a cappella care interpretează cântece polifonice tradiționale. Au cântat în locuri precum Teatrul Antic din Epidaur, Odeonul lui Herodes Atticus, Sala de Concerte din Atena și Centrul Cultural al Fundației Stavros Niarchos. Preda si ea.
În 2016, Satti și-a lansat single-ul „Koupes” ("Cups"), care a atins peste 27 de milioane de vizualizări pe YouTube și a fost inclus în albumul lui Ravin & Bob Sinclar Buddha Bar 20 Years Anniversary . În 2017, următorul ei single,„Mantissa” („Seeress”),care a atins peste 57 de milioane clasată în Top 100 oficial al Uniunii Europene și în Top 40 al Bulgariei. Global Citizen a numit-o „melodia verii”. Joanna Kakissis, corespondent pentru NPR din Atena, l-a descris drept „hitul de vară care umple o generație de speranță”.
În 2017, Satti a comisariat o serie de evenimente culturale care au dus la formarea corului Chόres; un portmanteau al cuvintelor grecești pentru „fiice”și „coruri”), format din 150 de femei cu vârsta cuprinsă între 13 și 55 de ani. În 2020, Chόres au prezentat cântece tradiționale în locații arheologice.
În iunie 2018, Satti și Fonés a prezentat YALLA!, un repertoriu de muzică mondială și compoziții pop, precum și interpretări ale muzicii tradiționale din Marea Mediterană de Est, care a fost interpretat mai întâi la Teatrul Melina Merkouri și apoi a făcut turnee în străinătate în Franța, Anglia, Elveția, precum și în Tampere, Finlanda, pentru 2019 World Music Expo. În mai 2022, ea și-a lansat albumul de debut YENNA („Nașterea”) la o mare recepție comercială și critică. Lansarea albumului a fost urmată de un turneu european care a durat peste 4 luni.
La 24 octombrie 2023, a fost anunțată ca reprezentantă a Greciei la Concursul Muzical Eurovision 2024. Intrarea ei, intitulată „Zari⁠(d)” a fost lansată pe 7 martie 2024.Satti a publicat un album P.O.P(P.D.O) care include Zari.  Ambele au mare succes pe topurile globale de pe Spotify, YouTube și ITunes.